# Международный союз биологических наук
Международный союз биологических наук (МБС; International union of biological sciences — IUBS), основан в 1919 в Брюсселе (Бельгия). МБС — член Международного совета по науке.

## История
Международный союз биологических наук был создан в 1919 году в Брюсселе. С 1925 по 1939 гг., IUBS работала над двумя главными темами: научная информация и окружающая среда. Этот второй проект привёл к созданию World Conservation Union или IUCN. МБС активно сотрудничает со многими международными организациями: ЮНЕСКО, ВОЗ, ФАО, ЮНЕП, с Европейской комиссией и многочисленными другими организациями, органами власти и учреждениями.

## Главные задачи МБС
- координировать международное сотрудничество в области биологических наук;
- способствовать развитию различных отраслей теоретической и прикладной биологии, учреждению и развитию научно-исследовательских институтов, открытых для учёных всех национальностей, организации международных дискуссий и публикации исследовательских работ;
- поощрять организации международных конгрессов, симпозиумов, конференций и публикации их трудов.

## Генеральная ассамблея МБС
Высший орган МБС — это проводимая раз в 3 года Генеральная ассамблея. Исполнительный комитет состоит из Бюро и двух представителей от каждого из пяти отделений. В составе МБС 44 национальных коллективных ординарных членов (академий и национальных сообществ учёных) и 80 членов от иных научных обществ, представляющих различные биологические дисциплины (от аэробиологии до зоологии). 
Президент в 2007—2009 гг. — John Buckeridge (Австралия, морской биолог и палеонтолог). 
- IUBS 31th General Assembly (июль 2012, Сучжоу, Китай)
- IUBS 30th General Assembly & Darwin 200 symposia (10—13 октября 2009, Кейптаун, ЮАР)
- IUBS 29th General Assembly and Conference (9 и 13 мая, 2007, Вашингтон, Washington DC, США)
- IUBS 26th General Assembly (1997, Тайбэй)

## Финансирование МБС
Финансирование идёт за счёт членских взносов стран — членов союза и дотаций ЮНЕСКО. Для деятельности союза предусмотрен годовой бюджет примерно 340 000 € (в 2006 году), который идёт на зарплату директора и секретаря, которые управляют офисом союза в Париже. Все другие официальные лица (президент, генеральный секретарь, казначей и так далее) — это почётные должности, для которых оплачиваются только непосредственные накладные расходы и командировочные расходы.

## Финансируемые программы
Diversitas, Human Dimensions of Biodiversity, Systematics Agenda, Biological Education, Bioethics, Bionomenclature, Biology and Traditional Knowledge, Global Change: Migration of species and Spatial Dynamics of Communities Dispersal: Reproduction, BioEnergy, From Darwin's Birthday to the publication of the Origin of Species, Biosystematics, Species 2000, Reproductive Biology, Aquaculture, Towards an Integrative Biology (TAIB).

## Структура МБС
Отделения МБС включают секции, отделы, комиссии, комитеты, междисциплинарные комиссии по истории биологии, биологическому образованию, биометрии.
- Отделение ботаники. Секции: общая ботаника, садоводческая наука, палеоботаника, патология растений, таксономия растений, пчеловодство, ботанические сады, альгология. Отделы: фонд Эриксона, Европейские микологические конгрессы, микология, номенклатура растений, номенклатура культивируемых растений, конгрессы по защите растений (рабочая группа), растения-суккуленты.
- Отделение биологии окружающей среды. Секции: экология, лимнология, океанография; комиссии: по биологическому контролю, экологии и географии растений, мелкомасштабному картированию вегетации растений, связи, микробной экологии, биологии четвертичного периода.
- Отделение функциональной и аналитической биологии. Секции: биология клетки, биология развития, экспериментальная психология и поведение животных, генетика, физиология растений, радиобиология; комиссии: по фотобиологии, экологическим конференциям, по связям с союзами биохимиков и биофизиков.
- Отделение микробиологии. Секции: бактериология, вирусология, микология; комитеты: по экономической и прикладной микробиологии, микробиологии пищи и гигиены, микробной экологии, микробиологической и иммунологической документации, номенклатуре вирусов, систематике микробов; Всемирная федерация по коллекциям культурных растений; Федерация по типизации фагов кишечных микробов; комиссии: по пищевой специализации микробов, микробиологической стандартизации, дрожжам и дрожжеподобным микроорганизмам.
- Отделение зоологии. Секции: общая зоология, энтомология, орнитология, палеозоология, паразитология; комиссии: по бриозоологии, приматологии, протозоологии; консультативный комитет Неаполитанской биологической станции.

## Издания МБС
- «Бюллетень новостей» («News Letters»)
- Biology International
- IUBS Monograph Series
- Methodology Manual Series
- Proceedings of the IUBS General Assemblies
- отчёты коллоквиумов.